# Fear of a Blank Planet
Fear of a Blank Planet är ett musikalbum från den brittiska musikgruppen Porcupine Tree, utgiven av Roadrunner Records 2007. 

## Låtlista
Alla låtar skrivna av Steven Wilson om inget annat anges.
1. "Fear of a Blank Planet" – 7:28
2. "My Ashes" (musik: Wilson/Barbieri) – 5:07
3. "Anesthetize" – 17:42
4. "Sentimental" – 5:26
5. "Way Out of Here" (musik: Porcupine Tree) – 7:37
6. "Sleep Together" – 7:28

## Medverkande
Porcupine Tree
- Steven Wilson – sång, gitarr, piano, keyboard
- Richard Barbieri – keyboard och synthezisers
- Colin Edwin – badgitarr
- Gavin Harrison – trummor

Gästmusiker
- Alex Lifeson – gitarrsolo på "Anesthetize"
- Robert Fripp – ljudlandskap på "Way Out of Here"
- John Wesley – bakgrundssång